# 錢鑅
錢鑅，字绍云，江苏阳湖人，清朝政治人物。
光緒七年，鄉試中舉，后擔任廬江縣知縣，編撰《庐江县志》。光绪二十九年（1903年），登癸卯科经济特科二甲进士，負責開設安東商埠。光緒三十三年，任奉天兵備道道員，首創安東師範傳習所。宣統元年，署東邊道，宣統三年，任安東采木公司理事長。